# Steve Vawamas
Steve Vawamas (Genova, 21 settembre 1970) è un bassista italiano, noto per le sue collaborazioni con varie metal band italiane come Athlantis, Shadows of Steel, Mastercastle, The Dogma.

## Biografia
Inizia a suonare a 14 anni seguendo le orme di noti bassisti hard rock and heavy metal come Steve Harris.
Nel 1985 entra nei Bloody Eyes, band di cover rock con la quale inizia a distinguersi nell'area Genovese. Nel 1993 entra a far parte della band rock progressive The Fags, capitanata da Fulvio Crespi. Dopo due anni di concerti il gruppo ottien un contratto discografico per la Kaliphonia, diretta da Raul Caprio.
Nel 1997 comincia a collaborare col cantante Wild Steel, che lo coinvolge negli Shadows of Steel, con cui registra gli album Shadows of Steel e Twilight, pubblicati dalla casa discografica Underground Symphony.
Successivamente insieme a lui fonda i Prometeo, progetto che verrà poi temporaneamente interrotto.
Nel 2003 suona insieme a Glenn Hughes (Deep Purple) a Genova
Nel frattempo comincia a collaborare con varie formazioni genovesi tra cui Amaltea (rock italiano), Renegade (cover rock Bon Jovi, Vasco Rossi, Europe...), Eden (rock italiano), A-Live (cover rock), Dirty Balls (tributo agli Ac/Dc).

Nel 2003 dà vita al suo progetto: Athlantis, con il quale registra Athlantis (2003), Metalmorphosis (2008), Metal will never die (2012).
Nel 2006 viene richiesta la sua collaborazione dalla band The Dogma, con la quale registra in Germania il disco Black Roses, alla batteria Mike Terrana (Masterplan, Sinfonica, Malmsteen, Macalpine etc).
Negli anni successivi collabora spesso in studio e dal vivo con musicisti del calibro di Tommy Talamanca (Sadist) Trevor (Sadist) Pino Scotto (Vanadium) Pier Gonella (Mastercastle Necrodeath) ed altri.

Nel 2008 è scelto nei Mastercastle, band con cui registra gli album The Phoenix (2009), Last Desire (2010) , Dangerous Diamonds (2011). Nell'Aprile dello stesso con questa band partecipa insieme ad altri artisti internazionali (tra cui Jennifer Batten), al progetto “Embrace The Sun”, un doppio album prodotto dalla casa discografica Lion Music con donazione di tutti i proventi alla Croce Rossa giapponese, come aiuto in seguito al terremoto dell'11 marzo 2011.
Nel 2012 porta avanti il suo progetto parallelo Athlantis firmandoo un contratto con la Rock It Up, casa tedesca ed esce il terzo full album M.W.N.D disco che vede la partecipazione di Pier Gonella (Mastercastle-Necrodeath) alla chitarra, Enrico Sidoti alla batteria e Jack Spider alla voce. Inoltre nel disco collabora Giorgia Gueglio (Mastercastle), Fausto Ciapica, Alessio Calandriello e Gianfranco "Pino" Puggioni come special guest. Nel 2011/2012 entra a far parte come insegnante di basso alla MusicArt, scuola di musica di Rapallo. L'associazione culturale dà vita ad un progetto suonato da tutti gli insegnanti della scuola, un remake di The Dark Side Of The Moon dei Pink Floyd intitolato The black side of the moon, e vede come musicisti Pier Gonella e Giorgia Gueglio (Mastercastle), Peso (Necrodeath), Andrea Vulpani. Nel 2013 Mastercastle continua ad andare avanti con il proprio percorso discografico, e pubblica il quarto album On Fire. Questo album vede l'inserimento di un nuovo batterista dal nome noto al mondo metal e cioè John Macaluso (Malmsteen, ARK, T.N.T e altre numerose band). Un ottimo riscontro nella scena metal che consolida la band a livello mondiale. L'etichetta in questione è sempre la Lion Music. Nello stesso anno vengono realizzati altri 2 progetti: Tragedian, capitanati dal tedesco Gabriele Palermo, band che esce sempre per l'etichetta tedesca Rock It Up e gli Shadows of Steel band, che esce per l'etichetta Underground Symphony. Sempre nel 2013 registra il quarto disco degli Athlantis con l'uscita prevista nel 2014 sempre per etichetta tedesca Rock It Up. L'album questa volta vede la collaborazione di Pier Gonella e Gianfranco Puggioni alle chitarre, Francesco La Rosa alla batteria, e cantanti Alessio Calandriello (Lucid dream), Roberto Tiranti (Labyrinth, Steff burns...) e il tedesco Carsten Shultz. Nel 2015 partecipa nel secondo album degli Odyssea, Storm ospite in numerosi brani.
Nel 2016 Steve entra nel progetto Bellathrix dove oltre ad essere il bassista collabora alla registrazione dell'album in studio e agli arrangiamenti delle tracce che poi verranno registrate. Sempre nel 2016 insieme a Stefano Galleano realizza un cd di beneficenza per l'associazione Abeo, un'associazione che si occupa soprattutto dell'assistenza alle famiglie che hanno a che fare con gravi malattie dei loro bambini presso il Gaslini di Genova. Questo cd chiamato Galleano and Friends viene realizzato con l'aiuto di tanti musicisti della scena ligure, un successo enorme e tanta solidarietà. Questa collaborazione con il Galleano fa sì che in breve nasce una nuova band dal nome Ruxt. Questo progetto capitanato da Stefano Galleano e vede Steve come arrangiatore pre produttore in studio. Da lì a breve il primo album Behind the masquerade viene realizzato con un ottimo riscontro da parte del pubblico hard rock/metal.
Sempre nel 2016 Steve prende in mano le redini del suo Progetto Athlantis scrivendo il suo quarto progetto intitolato Chapter IV e questa volta con l'aiuto di Pier Gonella presso i musicart studio e la diamonds prod di Daniele Pascali nel 2017 l'album prende vita. In contemporanea a questo progetto Athlantis i Mastercastle si mettono al lavoro al loro sesto album con data di realizzazione 2017.
Attualmente Steve collabora con vari progetti e tributi. Uno dei più stabili e continuativi sono i Black Pearl tribute band di una famosa rock band italiana chiamata Litfiba.
Estate 2017 Steve viene chiamato tra le linee degli ERA ORA band capitanata da Luca Borriello e insieme a Stefano Molinari, Andrea Dede Dell'Amico, Michela Resi a suonare sul palco insieme al grande Mogol. La serata ha un ottimo riscontro sia dal pubblico che dal Maestro stesso.
Nel 2018 collabora attivamente sui palchi di Genova con grandi artisti della scena italiana. Sempre con Luca Borriello e Saverio Malaspina (batterista dei Meganoidi) suona con artisti del calibro di Giuseppe Scarpato chitarrista di Edoardo Bennato, Ricky Portera chitarrista degli Stadio, Omar Pedrini chitarrista fondatore dei Timoria.
Nel frattempo lavora nel proprio studio di registrazione “Steve Vawamas studio” con la band Ruxt che vedrà agli inizi del 2019 l’uscita del loro terzo disco “Back To Origins” progetto capitanato da Stefano Galleano. Sempre nel suo studio registra l’ultimo lavoro degli Athlantis side progect dello stesso Steve Vawamas che vedrà la luce nel marzo del 2019.
Altro progetto del quale Steve prende parte attivamente è “The ZENA Soul Syndicate”.. un progetto che propone la colonna sonora del film di Alan Parker The Commitments.. band capitanata da Fabio Canobbio e Andrea “Dede” dell’Amico..
Molteplici attività musicali vedono Steve esibirsi nei migliori locali del posto e palchi prestigiosi della scena ligure e nazionale.

## Discografia
- 1997 - Shadows of Steel - Shadows of Steel
- 1998 - Shadows of Steel - Twilight
- 2000 - Shadows of Steel - Heroes
- 2002 - Shadows of Steel - Second Floor
- 2003 - Athlantis - Athlantis
- 2006 - The Dogma - Black Roses
- 2009 - Mastercastle - The Phoenix
- 2010 - Mastercastle - Last Desire
- 2011 - Mastercastle - Dangerous Diamonds
- 2012 - Athlantis - M.W.N.D.
- 2012 - MusicArt Project - The Black Side of the Moon
- 2013 - Mastercastle - On Fire
- 2013 - Tragedian - Decimation
- 2013 - Shadows of Steel - Crown Of Steel
- 2014 - Mastercastle - Enfer (De La Bibliotèque Nationale)
- 2015 - Odyssea - Storm
- 2016 - Bellathrix - Orion
- 2016 - MusicArt Project - Colors & dreams
- 2016 - Galleano and Friends - Sun & Light
- 2016 - Ruxt - Behind the masquerade
- 2017 - Athlantis - Chapter IV
- 2017 - Mastercastle - Wine of Heaven
- 2017 - Athlantis - Metalmorphosis
- 2017 - Ruxt - Running out of time
- 2019 - Ruxt - Back to origins
- 2019 - Athlantis - The way to rock and roll
- 2019 - Bellathrix - No Fear
- 2020 - Athlantis - 02022020
- 2020 - Ruxt - Labyrinth of pain
- 2021 - Sciaka - Routine Reverse
- 2021 - Athlantis - Last but not least
- 2022 - Mastercastle - Lightuose Pathetic
- 2022 - Ruxt - Hell’s gate
- 2023 - Antonio Giorgio - Imajica

Collaborazioni
- 2011 - Embrace The Sun[10] (Ospite insieme ai Mastercastle nel brano Sakura)